# Pierre Louis van den Berghe
Pierre Louis van den Berghe (né au Congo belge en 1933- mort à Seattle le 6 février 2019) est un anthropologue américain d'origine belge. Il est, avec Richard Dawkins, l'un des représentants du courant évolutionniste de l'anthropologie.

## Biographie
Né au Congo belge, ses parents rentrent en Europe alors qu'il est encore enfant. Il grandit dans une Belgique occupée par les nazis, où la question des origines ethniques et les théories raciales sont omniprésentes. Diplômé en sciences humaines de l'université Stanford (1954), il sert comme auxiliaire médical dans l'Armée américaine de 1954 à 1956 et mène ses enquêtes anthropologiques en Afrique du Sud, au Mexique, au Guatemala, en Iran, au Liban, au Nigéria, au Pérou et en Israël. Il enseigne d'abord à l'université du Natal aux côtés du sociologue Leo Kuper (1908-1994) et de Fatima Meer. Quoiqu’il ait préparé sa thèse d'anthropologie (soutenue en 1960) à l'université Harvard sous la direction de Talcott Parsons, il s'est détourné bien vite du fonctionnalisme pour s'imposer comme l'un des chefs de file du courant évolutionniste et primordialiste, selon lequel les relations  sociales sont déterminées par des lois et une histoire. Il obtient un poste de maître de conférence de sociologie et d'anthropologie à l'université de Washington en 1965 et, malgré quelques attaques dans la presse, termine sa carrière dans cette institution avec la distinction de professeur émérite.

## Choix d’œuvres
- (en coll. avec Peter Frost) Femmes claires, hommes foncés : les racines oubliées du colorisme (2011), éd.  Pr.  de l'université Laval

- Caneville; the Social Structure of a South African Town. (1964) Middletown, Conn: Wesleyan University Press.
- Africa: Social Problems of Change and Conflict. (1965) San Francisco: Chandler Pub. Co.
- Race and Racism: A Comparative Perspective. NY; Sydney: Wiley. (1967)
- Intergroup Relations: Sociological Perspectives.(1972)  New York: Basic Books.
- Academic Gamesmanship; How to Make a PhD Pay. (1970) London: Abelard-Schuman.
- Age and Sex in Human Societies: A Biosocial Perspective. (1973) Belmont, Calif: Wadsworth Pub. Co.
- Man in Society: A Biosocial View. (1975), éd. Elsevier, New York.
- Inequality in the Peruvian Andes: Class and Ethnicity in Cuzco. (1977) Columbia: University of Missouri Press.
- Human Family Systems: An Evolutionary View. (1979), éd. Elsevier, New York.
- Pierre L. van den Berghe The Ethnic Phenomenon (1981), éd. Elsevier, New York.